# National Board of Review Award du meilleur acteur
Le National Board of Review Award du meilleur acteur (National Board of Review Award for Best Actor) est une récompense cinématographique américaine décernée par la National Board of Review depuis 1945.

## Palmarès

### Années 1940
- 1945 : Ray Milland pour son rôle dans Le Poison (The Lost Weekend)
- 1946 : Laurence Olivier pour son rôle dans Henry V (The Chronicle History of King Henry the Fift with His Battell Fought at Agincourt in France)
- 1947 : Michael Redgrave pour son rôle dans Le deuil sied à Électre (Mourning becomes Electra)
- 1948 : Walter Huston pour son rôle dans Le Trésor de la Sierra Madre (The Treasure of the Sierra Madre)
- 1949 : Ralph Richardson pour ses rôles dans L'Héritière (The Heiress) et Première Désillusion (The Fallen Idol)

### Années 1950
- 1950 : Alec Guinness pour son rôle dans Noblesse oblige (Kind Hearts and Coronets)
- 1951 : Richard Basehart pour son rôle dans Quatorze heures (Fourteen Hours)
- 1952 : Ralph Richardson pour son rôle dans Le Mur du son (The Sound Barrier)
- 1953 : James Mason pour ses rôles dans Les Rats du désert (The Desert Rats), Face to Face, Jules César (Julius Caesar) et L'Homme de Berlin (The Man Between)
- 1954 : Bing Crosby pour son rôle dans Une fille de la province (The Country Girl)
- 1955 : Ernest Borgnine pour son rôle dans Marty
- 1956 : Yul Brynner pour ses rôles dans Le Roi et moi (The King and I), Les Dix Commandements (The Ten Commandments) et Anastasia (Anastasia)
- 1957 : Alec Guinness pour son rôle dans Le Pont de la rivière Kwaï (The Bridge on the River Kwai)
- 1958 : Spencer Tracy pour ses rôles dans Le Vieil Homme et la Mer (The Old Man and the Sea) et La Dernière Fanfare (The Last Hurrah)
- 1959 : Victor Sjöström pour son rôle dans Les Fraises sauvages (Smultronstället)

### Années 1960
- 1960 : Robert Mitchum pour ses rôles dans Le Vieil Homme et la Mer (The Old Man and the Sea) et La Dernière Fanfare (The Last Hurrah)
- 1961 : Albert Finney pour son rôle dans Samedi soir, dimanche matin (Saturday Night and Sunday Morning)
- 1962 : Jason Robards pour ses rôles dans Long voyage vers la nuit (Long days journey into night) et Tendre est la nuit (Tender is the night)
- 1963 : Rex Harrison pour son rôle dans Cléopâtre (Cleopatra)
- 1964 : Anthony Quinn pour son rôle dans Zorba le Grec (Alexis Zorbas)
- 1965 : Lee Marvin pour ses rôles dans Cat Ballou et La Nef des fous (Ship of Fools)
- 1966 : Paul Scofield pour son rôle dans Un homme pour l'éternité (A Man for All Seasons)
- 1967 : Peter Finch pour son rôle dans Loin de la foule déchaînée (Far from the Madding Crowd)
- 1968 : Cliff Robertson pour son rôle dans Charly
- 1969 : Peter O'Toole pour son rôle dans Goodbye, Mr. Chips

### Années 1970
- 1970 : George C. Scott pour son rôle dans Patton
- 1971 : Gene Hackman pour son rôle dans French Connection
- 1972 : Peter O'Toole pour ses rôles dans L'Homme de la Manche (Man of La Mancha) et Dieu et mon droit (The Ruling Class)
- 1973 : Al Pacino pour son rôle dans Serpico et Robert Ryan pour son rôle dans The Iceman Cometh
- 1974 : Gene Hackman pour son rôle dans Conversation secrète (The Conversation)
- 1975 : Jack Nicholson pour son rôle dans Vol au-dessus d'un nid de coucou (One Flew Over the Cuckoo's Nest)
- 1976 : David Carradine pour son rôle dans En route pour la gloire (Bound for Glory)
- 1977 : John Travolta pour son rôle dans La Fièvre du samedi soir (Saturday Night Fever)
- 1978 : (ex æquo)
  - Laurence Olivier pour son rôle dans Ces garçons qui venaient du Brésil (The Boys from Brazil)
  - Jon Voight pour son rôle dans Le Retour (Coming Home)
- 1979 : Peter Sellers pour son rôle dans Bienvenue, mister Chance (Being There)

### Années 1980
- 1980 : Robert De Niro pour son rôle dans Raging Bull
- 1981 : Henry Fonda pour son rôle dans La Maison du lac (On Golden Pond)
- 1982 : Ben Kingsley pour son rôle dans Ghandi
- 1983 : Tom Conti pour ses rôles dans Furyo (Merry Christmas Mr. Lawrence) et Reuben, Reuben, ou la vie d'artiste (Reuben, Reuben)
- 1984 : Victor Banerjee pour son rôle dans La Route des Indes (A Passage to India)
- 1985 : (ex æquo)
  - William Hurt pour son rôle dans Le Baiser de la femme araignée (Kiss of the Spider Woman)
  - Raúl Juliá pour son rôle dans Le Baiser de la femme araignée (Kiss of the Spider Woman)
- 1986 : Paul Newman pour son rôle dans La Couleur de l'argent (The Color of Money)
- 1987 : Michael Douglas pour son rôle dans Wall Street
- 1988 : Gene Hackman pour son rôle dans Mississippi Burning
- 1989 : Morgan Freeman pour son rôle dans Miss Daisy et son chauffeur (Driving Miss Daisy)

### Années 1990
- 1990 : (ex æquo)
  - Robert De Niro pour son rôle dans L'Éveil (Awakenings)
  - Robin Williams pour son rôle dans L'Éveil (Awakenings)
- 1991 : Warren Beatty pour son rôle dans Bugsy
- 1992 : Jack Lemmon pour son rôle dans Glengarry (Glengarry Glen Ross)
- 1993 : Anthony Hopkins pour ses rôles dans Les Vestiges du jour (The Remains of the Day) et Les Ombres du cœur (Shadowlands)
- 1994 : Tom Hanks pour son rôle dans Forrest Gump
- 1995 : Nicolas Cage pour son rôle dans Leaving Las Vegas
- 1996 : Tom Cruise pour son rôle dans Jerry Maguire
- 1997 : Jack Nicholson pour son rôle dans Pour le pire et pour le meilleur (As Good As It Gets)
- 1998 : Ian McKellen pour son rôle dans Ni dieux ni démons (Gods and Monsters)
- 1999 : Russell Crowe pour son rôle dans Révélations (The Insider)

### Années 2000
- 2000 : Javier Bardem pour son rôle dans Avant la nuit (Before Night Falls)
- 2001 : Billy Bob Thornton pour ses rôles dans The Barber : l'homme qui n'était pas là (The Man Who Wasn't There) et Bandits, À l'ombre de la haine (Monster's Ball)
- 2002 : Campbell Scott pour son rôle dans Oncle Roger (Roger Dodger)
- 2003 : Sean Penn pour ses rôles dans Mystic River et 21 Grammes (21 Grams)
- 2004 : Jamie Foxx pour son rôle dans Ray
- 2005 : Philip Seymour Hoffman pour son rôle dans Truman Capote (Capote)
- 2006 : Forest Whitaker pour son rôle dans Le Dernier Roi d'Écosse (The Last King of Scotland)
- 2007 : George Clooney pour son rôle dans Michael Clayton
- 2008 : Clint Eastwood pour son rôle dans Gran Torino
- 2009 : (ex æquo)
  - George Clooney pour son rôle dans In the Air (Up in the Air)
  - Morgan Freeman pour son rôle dans Invictus

### Années 2010
- 2010 : Jesse Eisenberg pour son rôle dans The Social Network
- 2011 : George Clooney pour son rôle dans The Descendants
- 2012 : Bradley Cooper pour son rôle dans Happiness Therapy (Silver Linings Playbook)
- 2013 : Bruce Dern pour son rôle dans Nebraska
- 2014 : (ex æquo)
  - Oscar Isaac pour son rôle dans A Most Violent Year
  - Michael Keaton pour son rôle dans Birdman
- 2015 : Matt Damon pour son rôle dans Seul sur Mars (The Martian)
- 2016 : Casey Affleck pour son rôle dans Manchester by the Sea
- 2017 : Tom Hanks pour son rôle dans Pentagon Papers (The Post)
- 2018 : Viggo Mortensen pour son rôle dans Green Book
- 2019 : Adam Sandler pour son rôle dans Uncut Gems[1]

### Années 2020
- 2020 : Riz Ahmed pour son rôle dans Sound of Metal[2]
- 2021 : Will Smith pour son rôle dans La Méthode Williams
- 2022 : Colin Farrell pour son rôle dans Les Banshees d'Inisherin
- 2023 : Paul Giamatti pour son rôle dans Winter Break
- 2024 : Daniel Craig pour son rôle dans Queer[3]

## Récompenses multiples
- 3 : George Clooney, Gene Hackman
- 2 : Robert De Niro, Morgan Freeman, Alec Guinness, Tom Hanks, Jack Nicholson, Laurence Olivier, Peter O'Toole, Ralph Richardson